# Rob Aernout
Robert Leo Carel (Rob) Aernout (Den Haag, 18 april 1911 – Kampong Genteng bij Lembang, Bandung, 28 februari 1948) was een Nederlands dienstplichtig officier (vaandrig) in Nederlands-Indië. Hij meende onregelmatigheden (corruptie) ontdekt te hebben bij de dienst waarbij hij werkte en gaf dat door aan zijn meerderen en de militaire politie. Tevens had hij contact met een zekere Muller von Czernici, een veiligheidsofficier van een naburig vliegveld. Hij werd neergeschoten door een rampokbende bij het vakantiehuis van Czernici, toen hij daar voor overleg, waarschijnlijk over voornoemde kwestie, aanwezig was. Een lid daarvan, een zekere Soekrija bin Noerhaja, alias Gerong, is later voor de moord veroordeeld, maar kreeg later gratie.
Ook andere moorden, mogelijke moorden en vergiftigingen worden met wat de 'affaire vaandrig Rob Aernout' genoemd wordt in verband gebracht, maar daar is nooit enig bewijs voor gevonden.

## De affaire vaandrig Aernout

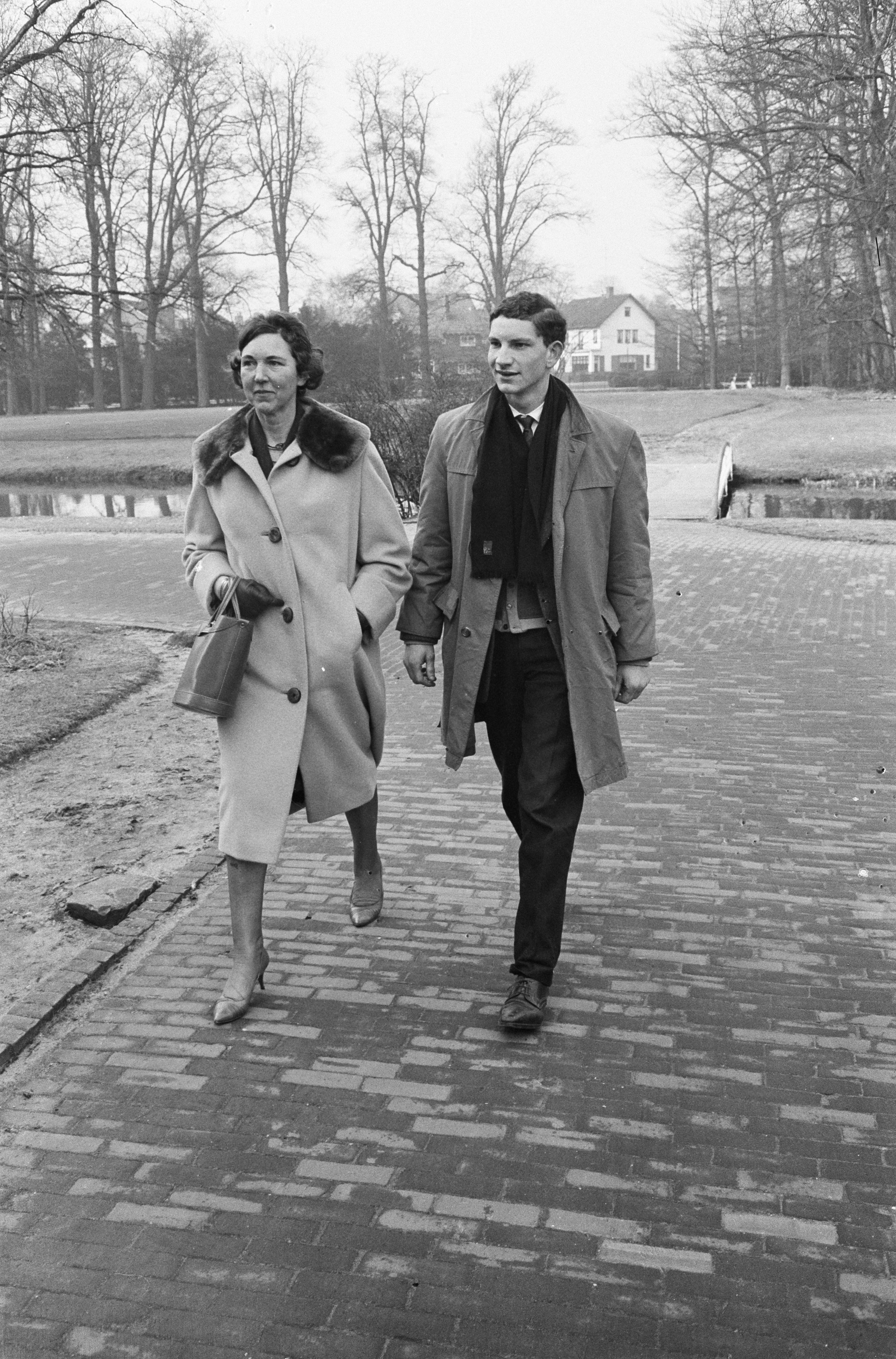
De weduwe en zoon van Rob Aernout op weg naar het gerechtshof (1962)

Door toedoen (onder andere vervalsing van notulen) van een zekere Frans van der Putten (hoofdambtenaar bij Defensie) verschenen er artikelen in een aantal bladen (zoals De Telegraaf) waarin gesteld werd dat er mogelijk sprake was geweest van moord in verband met corruptie onder hooggeplaatste militairen en andere autoriteiten in het toenmalig Nederlands-Indië. Dat gaf weer aanleiding tot eindeloze en hardnekkige speculaties en complot-theorieën. Verder is jarenlang beweerd dat de weduwe Aernout ten onrechte een militair pensioen is onthouden. Deze kwestie heeft de gemoederen van een grote groep belangstellenden, kamerleden en zelfs ministers jarenlang bezig gehouden tot er in 2009 een einde aan kwam door een grondig onderzoek van onder anderen Peter Schumacher (NRC-Handelsblad) waarin duidelijk werd dat er van grootschalige corruptie, laat staan een complot of doofpot, geen sprake is geweest en dat Aernout min of meer toevallig is neergeschoten door een aantal guerrilla's (pelopors).